# Colibrí amazília ventreblanc
El colibrí amazília ventreblanc (Amazilia leucogaster) és una espècie d'ocell de la família dels troquílids (Trochilidae) que habita els bos obert, vegetació secundària, manglars, boscos i ciutats de les terres de l'est de Veneçuela, Guaiana i est del Brasil.